# Aechmea candida
Espèce
Classification phylogénétique
Synonymes
- Ortgiesia candida (Lindm.) L. B. Sm. & W. J. Kress

Statut de conservation UICN

 DD  : Données insuffisantes
Aechmea candida est une espèce de plantes de la famille des Bromeliaceae, endémique de la forêt atlantique (mata atlântica en portugais) au Brésil.

## Synonymes
- Ortgiesia candida (Lindm.) L. B. Sm. & W. J. Kress